# 史口站
史口站，位于中国山东省东营市东营区史口镇北部，是淄东铁路上的一座三等站，由济南铁路局淄博车务段管辖。本站与德大铁路刘集线路所间设有联络线，并通过3条专用线分别与东营市西郊铁路货场、胜利发电厂、胜利石化总厂相连接。目前本站除5002次列车停车办理通勤外，仅办理货运业务，且不办理怕湿货物发送、到达。